# كونستانس ماري
كونستانس ماري (بالإنجليزية: Constance Marie) (و. 1965  م) هي راقصة، وممثلة تلفزيونية، وممثلة أفلام، وممثلة صوت أمريكية، بدأت مشوارها المهني سنة 1982.

## وصلات خارجية
- كونستانس ماري على موقع IMDb (الإنجليزية)
- كونستانس ماري على موقع ألو سيني (الفرنسية)
- كونستانس ماري على موقع أول موفي (الإنجليزية)
- كونستانس ماري على موقع قاعدة بيانات الأفلام السويدية (السويدية)
- كونستانس ماري على موقع إن إن دي بي (الإنجليزية)
- كونستانس ماري على موقع قاعدة بيانات الفيلم (الإنجليزية)
- كونستانس ماري على موقع كينوبويسك (الروسية)